# 北条政子 (テレビドラマ)
『北条政子』（ほうじょうまさこ）はNET系ナショナルゴールデン劇場枠で1970年8月13日から10月15日まで放送されたテレビ時代劇である。

## 概要
「ナショナルゴールデン劇場」第34作。VTR制作のスタジオドラマ。カラー放送。全10回。

## 物語
平安時代末期、21歳の北条政子は伊豆の蛭ケ小島に流されていた源頼朝と出会い恋に落ちた。周囲の反対を押し切って頼朝の妻となった政子は夫を支えて奮闘するが、愛娘大姫、頼朝の相次ぐ死の後出家し、尼将軍として生きることを決意する。

## キャスト
- 北条政子 - 佐久間良子
- 源頼朝 - 杉浦直樹
- 北条時政 - 三島雅夫
- 北条宗時 - 中村敦夫
- 北条義時 - 石立鉄男
- 大姫 - 榊原るみ
- 牧の方 - 岩崎加根子
- 源頼家 - 村野武範
- 源義経 - 川口恒
- 静御前 - 宇津宮雅代
- 源行家 - 永井智雄
- 土肥実平 - 大友柳太朗
- 梶原景時 -戸浦六宏
- 比企能員 - 井上昭文
- 山木兼隆 - 高橋昌也
- 後白河法皇 - 芥川比呂志
- 丹後局 - 宝生あやこ
- 木曽義高 - 柴田侊彦
- 海野小太郎 - 石津康彦
- 藤九郎 - 福田豊土
- 亀の前 - 矢野純子
- 小菊 - 武原英子
- さつき - 北あけみ
- 小弥太 - 関口銀三
- 少女時代の大姫 - 竹中邦恵
- 宇佐美淳也
- 武藤英司
- 水島弘
- 鳥居恵子
- 田中筆子

## スタッフ
- 原作:永井路子
- 脚本:向田邦子
- 演出:大村哲夫
- 音楽:山本直純
- 企画:逸見稔
- プロデューサー：若杉光夫
- 制作：NET

## 参考資料
- 「北条政子」シナリオ決定稿[要文献特定詳細情報]
- 『テレビジョンドラマ』放送映画出版[要文献特定詳細情報]